# محمد آقاجان‌پور
محمد آقاجان‌پور (زادهٔ ۳۱ فروردین ۱۳۷۶ در بابل) بازیکن فوتبال اهل ایران است که در پست دفاع راست برای باشگاه فوتبال خیبر خرم‌آباد در لیگ برتر خلیج فارس بازی می‌کند.

## افتخارات

#### تراکتور
- لیگ برتر خلیج فارس (۱): ۰۴–۱۴۰۳